# Tour Ariane
Tour Ariane (ранее известный как Générale, между 1973-1995 годами) — офисный небоскреб, расположенный в Ла-Дефанс, высотном деловом районе, расположенном к западу от Парижа, Франция. Находится на улице 5 Place de la Pyramide. Занимает 18-ю строчку в списке самых высоких зданий Парижского региона.

## История
Построен в 1975 году, принадлежит ко второму поколению небоскрёбов в Дефанс. Здание имеет высоту 152 метра в высоту и насчитывает 36 этажей. Несмотря на стандартную конструкцию, башня обладает оригинальной облицовкой. Вход в башню был изменён в 1990-х годах, а в 2008 году была произведена реконструкция небоскрёба агентством Petraccone & Vodar. Башня принадлежит компании Unibail-Rodamco.
27 марта 2014 года, 52-летний французский горный и городской альпинист Ален Робер, по прозвищу «французский Человек-Паук», взобрался на небоскреб за 45 минут. Собралось немало прохожих и полицейских, чтобы посмотреть на него. Он был арестован полицией и позже отпущен без предъявления обвинений.